# نادي بلدية الخميسات

## تعريف النادي
نادي بلدية الخميسات هو نادي كرة قدم مغربي من مدينة الخميسات.